# Bentinck

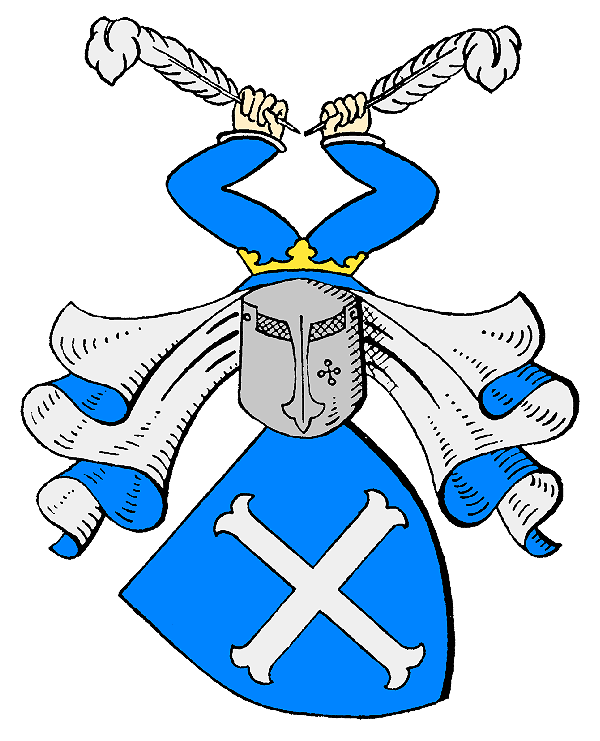
Stammwappen derer von Bentinck

Bentinck ist der Name eines niederländischen Adelsgeschlechts aus dem Herzogtum Geldern, das mit Wennemer Bentinck im Jahr 1304 erstmals urkundlich erwähnt wird. Die direkte Stammreihe beginnt mit Johan Bentinck (erwähnt 1361–1386), Kirchenvorsteher in Heerde, der 1377 in die Ritterschaft von Geldern aufgenommen wurde.
Eine freiherrliche Linie verblieb in den Niederlanden und existiert dort bis heute. Eine weitere Linie ging 1688 nach England und stieg zu Grafen und Herzögen von Portland auf. Ein jüngerer Seitenzweig von ihnen, das Haus Aldenburg-Bentinck, gelangte 1733 durch Heirat in den Besitz der reichsunmittelbaren Herrschaft Kniphausen und Varel im Westfälischen Reichskreis. Es zählte deshalb zum deutschen Hochadel, verkaufte die Herrschaft 1854 nach einem Erbfolgestreit, gelangte jedoch durch Erbschaften in den Besitz von Gütern in Schwaben und den Niederlanden. Diese fielen 1958 – nach dem Erlöschen der Aldenburg-Bentinck im Mannesstamm – an eine Tochter.
Auch die Herzöge von Portland, die sich seit 1801 Cavendish-Bentinck nannten, sind 1990 erloschen, jedoch existiert bis heute ein im 19. Jahrhundert nach England zurückgegangener Seitenzweig der westfälischen Grafen von Bentinck, auf den 1990 der Titel Earl of Portland überging. Eine Tochter aus der englischen Linie, Cecilia Cavendish-Bentinck, ist die Urgroßmutter des amtierenden britischen Königs Charles III.

## Wappen
Das Stammwappen zeigt in Blau ein silbernes Ankerkreuz. Auf dem Helm mit blau-silbernen Decken zwei blau gekleidete Arme, die je eine silberne Straußenfeder halten.
Weitere Darstellungen des Stammwappens:

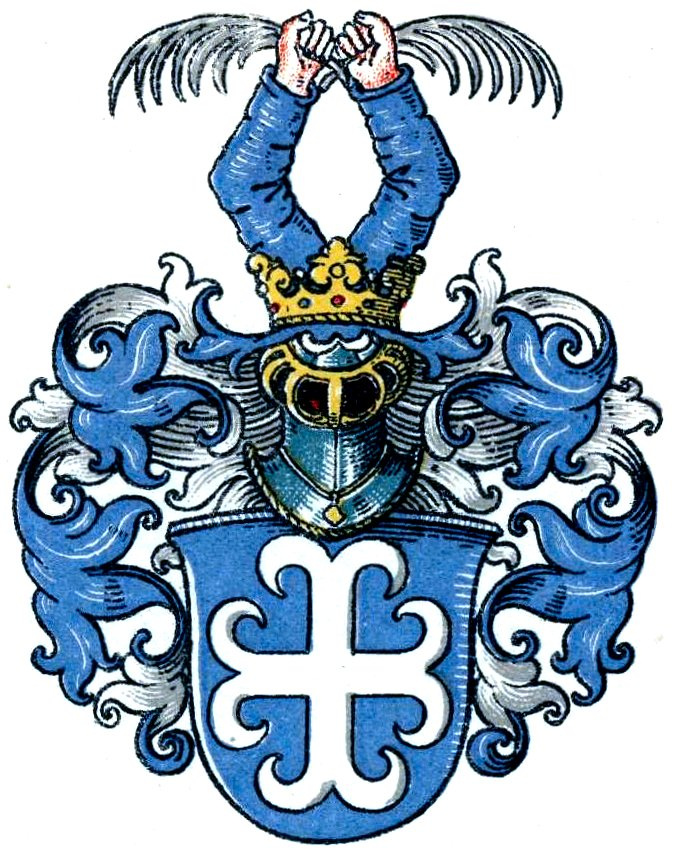
Stammwappen derer von Bentinck bei Spießen
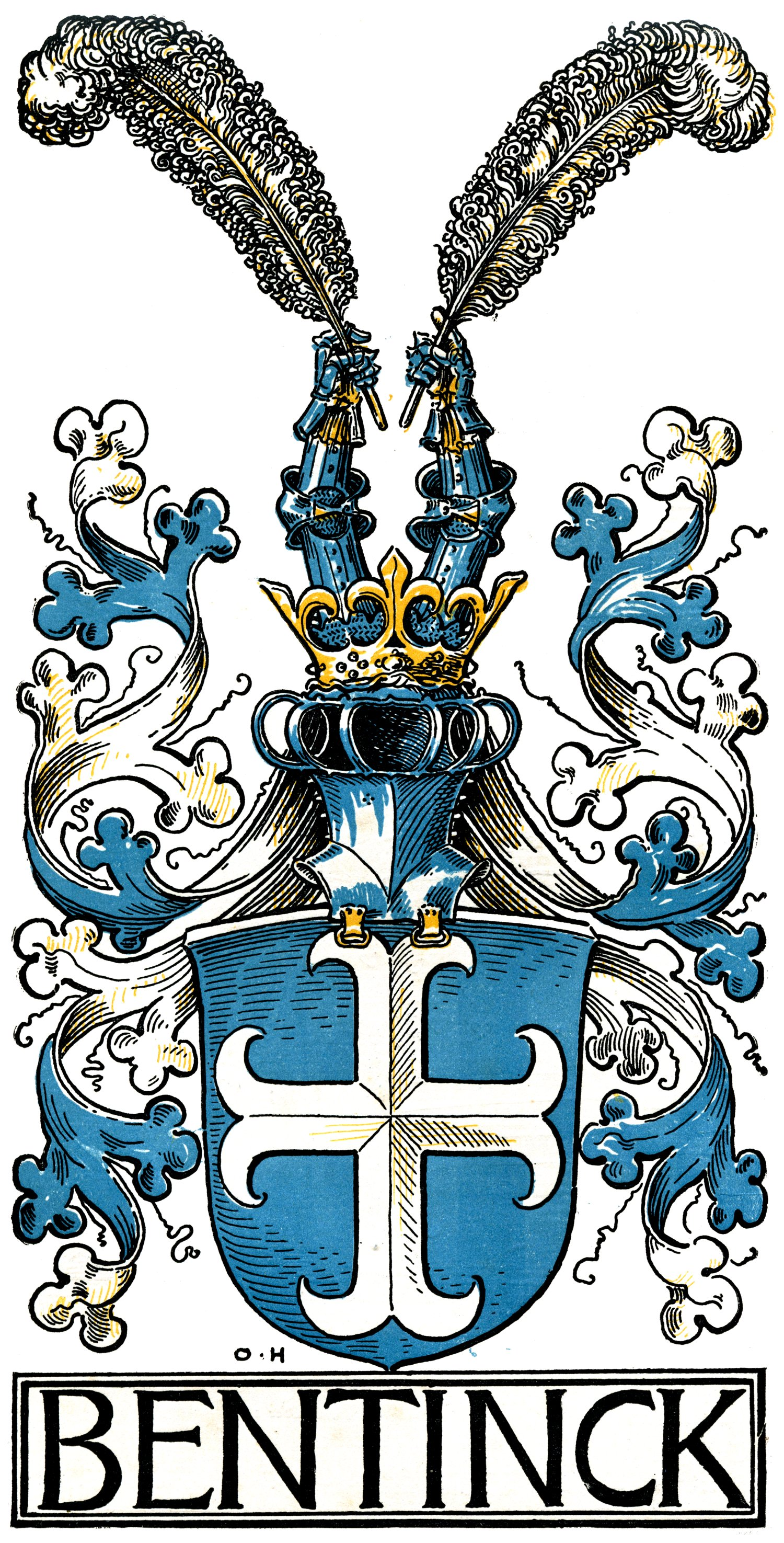
Wappengrafik von Otto Hupp im Münchener Kalender von 1899

Daneben zeigen historische Darstellungen bei der Helmzier auch Schwerter statt der Straußenfedern.

## Die niederländisch-westfälische Linie aus dem Hause Leeuwenberg
Begründer dieser Linie ist das Ehepaar Johann Bentinck († 1598) zu Leeuwenberg und Henrika van Averenk († 1600). Die anderen, unten beschriebenen Linien, stammen vom Bruder Willem Bentinck († 1576) aus dem Hause ’t Velde ab. Die Leeuwenberger Linie wurde neben Leeuwenberg (Wilp, Gelderland) auch ansässig auf den Gütern Breckelenkamp (Brecklenkamp, Overijssel), Wolda (Laar, Grafschaft Bentheim) und Langewische (Grafschaft Tecklenburg). Dieser Zweig blieb katholisch, die Söhne wurden hauptsächlich Offiziere im Heer des Hochstifts Münster. Das prominenteste Mitglied dieses Zweiges war Gerard Adolph Bentinck, der 1672 vom münsterschen Bischof Christoph Bernhard von Galen als Statthalter von Overijssel und Drost von Vollenhove ernannt wurde. Zu Beginn des 19. Jahrhunderts war dieser Zweig ausgestorben.

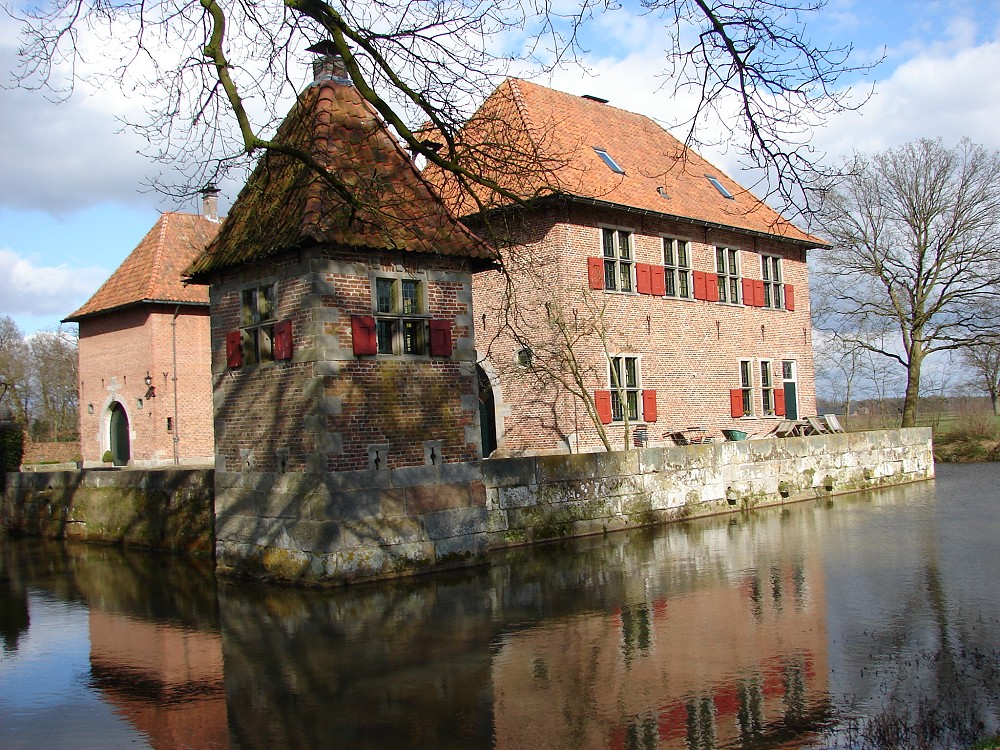
Havezathe Breckelenkamp

## Die niederländische Linie auf Schoonheten
Hendrik Bentinck hatte 1596 die Höfe Groot und Klein Wormer in Raalte geerbt und diese 1633 zum Rittergut erklären lassen, 1639 errichtete er dort den adeligen Sitz Schoonheten. Von seinem Sohn Johann Wilhelm Bentinck, 1. Earl of Portland stammen die englischen und westfälischen Linien ab, der Sohn Eusebius begründete die niederländische Linie auf Schoonheten. Der Bankier Baron Rolf Bentinck van Schoonheten (1913–1990), in zehnter Generation Herr auf Schoonheten, hinterließ den Besitz seinen vier Töchtern. Eine weitere Linie besaß zeitweilig das Schloss Nijenhuis in Heino (Salland) und das Huis Diepenheim in Hof van Twente. Die Barone Bentinck, welche zahlreiche niederländische Staatsmänner, Diplomaten und Offiziere hervorgebracht haben, blühen bis heute im Mannesstamm.

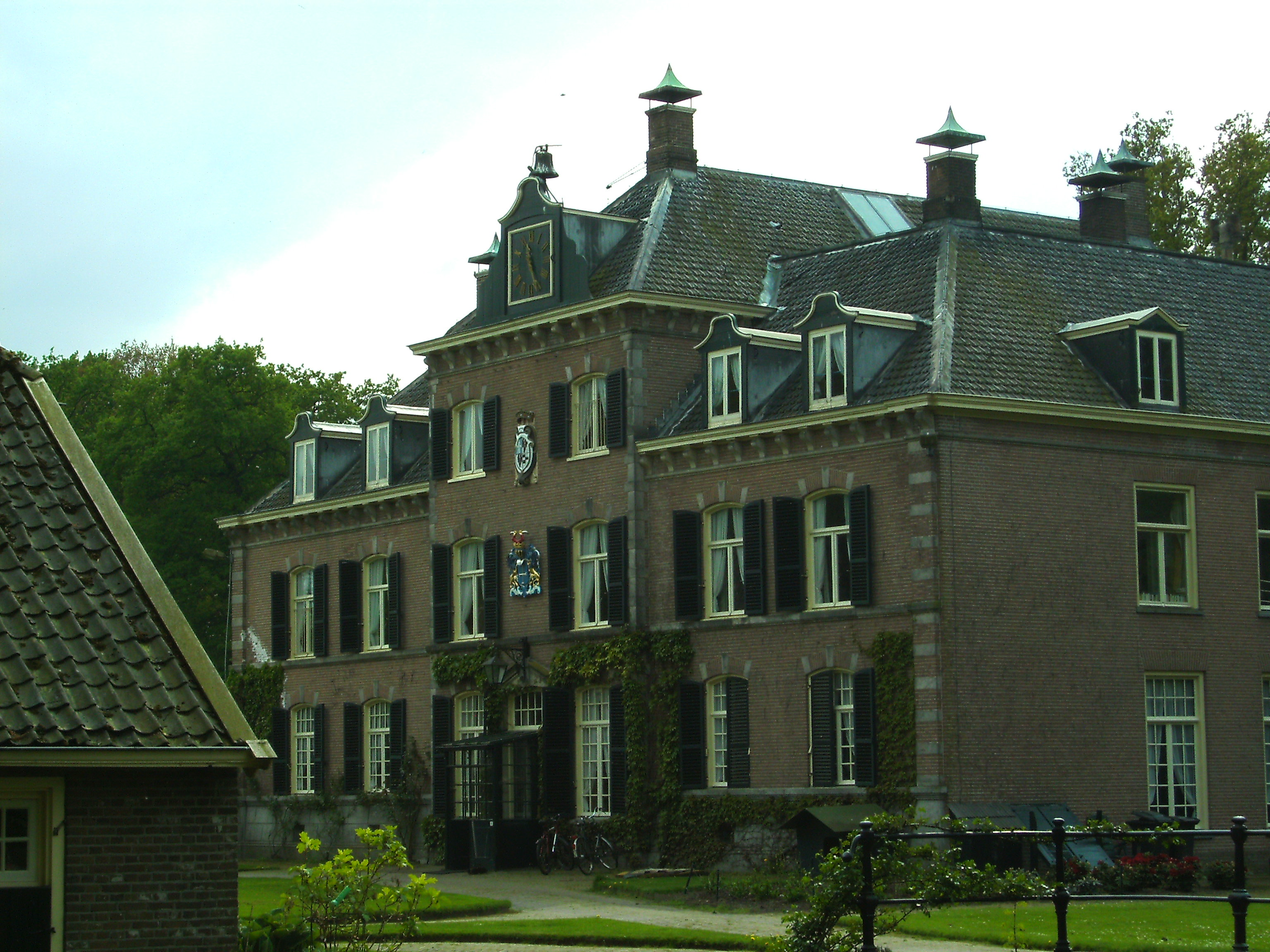
Rittergut Schoonheten
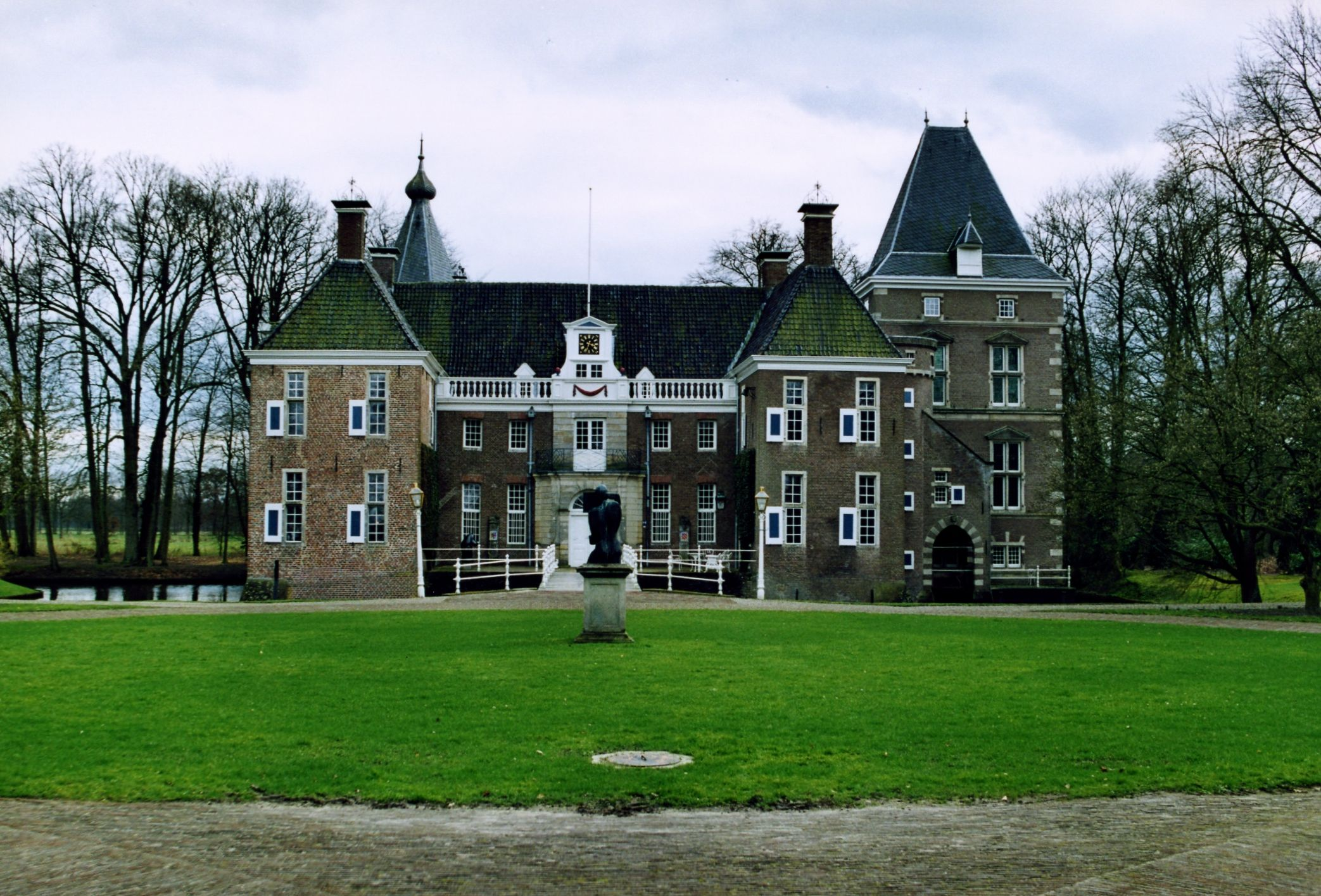
Schloss Nijenhuis
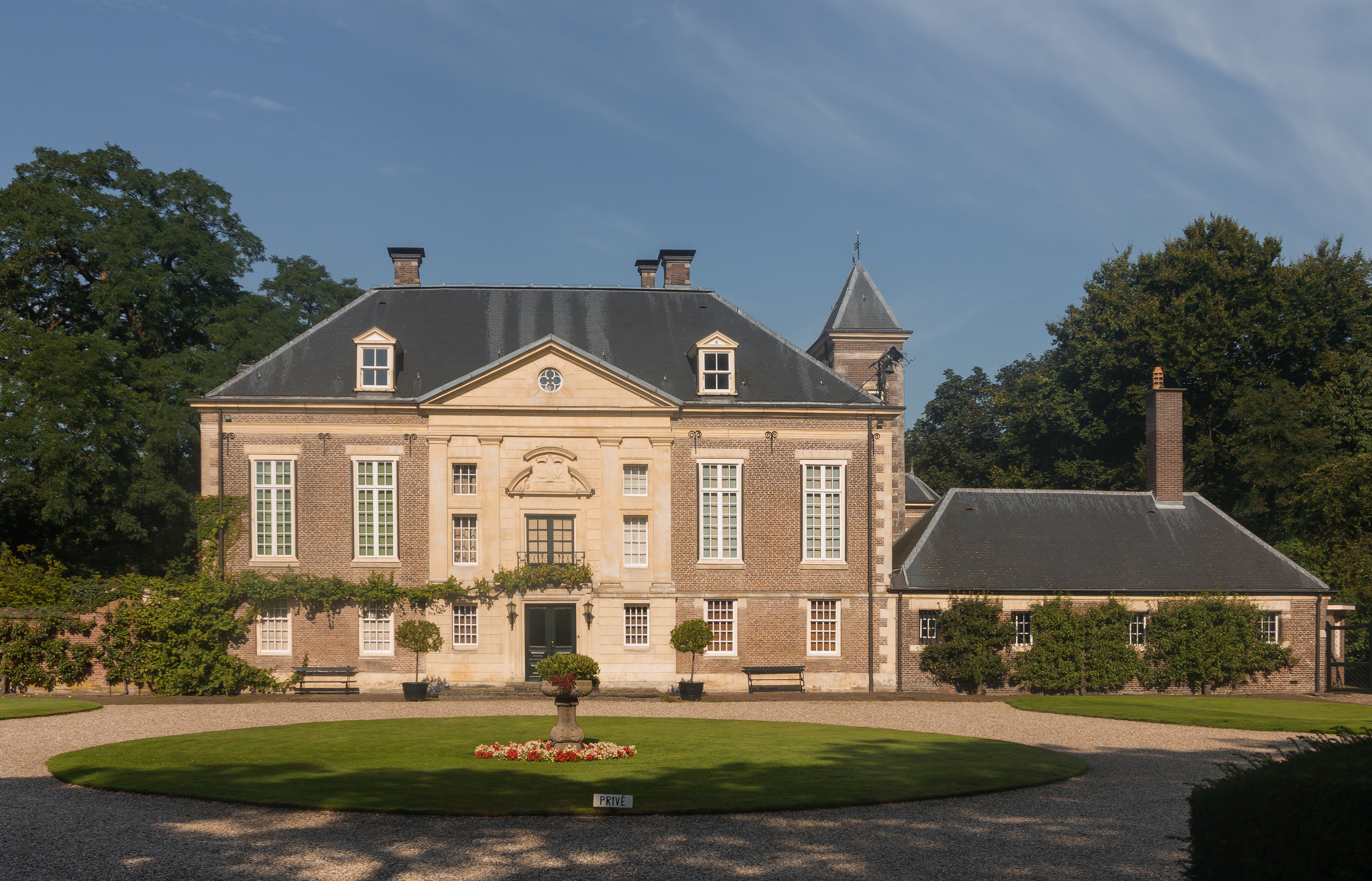
Huis Diepenheim

## Die englische Linie (Portland)

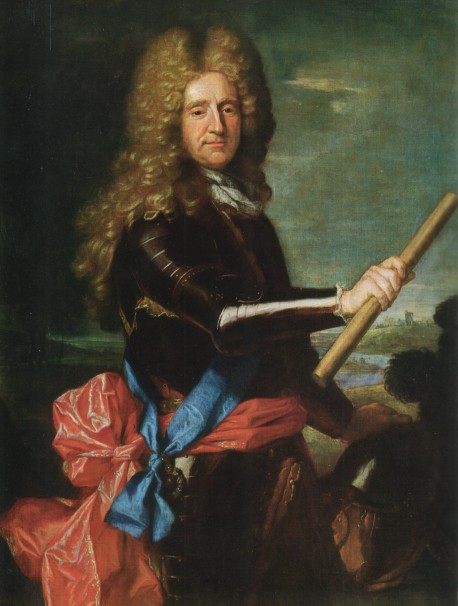
Hyacinthe Rigaud, Johann Wilhelm (Hans Willem) Bentinck, 1. Earl of Portland (1648–1709), 1698–1699

Die englische Linie wurde durch Johann Wilhelm von Bentinck (1648–1709) – den engsten Freund und Vertrauten des niederländischen Statthalters Wilhelm von Oranien, des späteren Königs Wilhelm III. von England – begründet, der 1688 mit ihm nach England ging und den Titel eines Earl of Portland erhielt. Der Titel Duke of Portland wurde 1716 an dessen ältesten Sohn Henry Bentinck, 2. Earl of Portland, verliehen. Die Familie spielte in England eine wichtige politische Rolle im 18. und 19. Jahrhundert: William Henry, 3. Duke of Portland heiratete die Tochter des britischen Premierministers William Cavendish, 4. Duke of Devonshire und wurde selbst Premierminister; er änderte den Familiennamen in Cavendish-Bentinck. Sein jüngerer Sohn Lord William Cavendish-Bentinck wurde General, der Enkel Lord George Cavendish-Bentinck Parlamentarier. Herzogin Winifred (* 1863; † 1954) spielte eine gesellschaftliche Rolle und engagierte sich karitativ. Cecilia Cavendish-Bentinck (* 1862; † 1938) war die Mutter von Lady Elizabeth Bowes-Lyon und somit Großmutter von Königin Elisabeth II.
Der seit dem 18. Jahrhundert in der Familie befindliche Sitz Welbeck Abbey in Nottinghamshire sowie das benachbarte Bothal Castle fielen nach dem Tod von William Cavendish-Bentinck, 7. Duke of Portland 1977 an seine Tochter Lady Anne und danach an den Sohn ihrer Schwester Lady Margaret, William Marchese Parente (* 1951). Der Herzogstitel ging auf einen Vetter über und erlosch 1990 mit dem Tod von Victor Cavendish-Bentinck, 9th Duke of Portland. Der Titel des Earl of Portland ging damit auf Nachfahren des jüngeren westfälischen Zweigs über, deren Ahnen im 19. Jahrhundert nach England zurückgegangen waren; gegenwärtig ist der Schauspieler Tim Bentinck (* 1953) der 12. Earl of Portland.

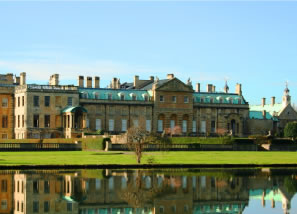
Welbeck Abbey, Nottinghamshire
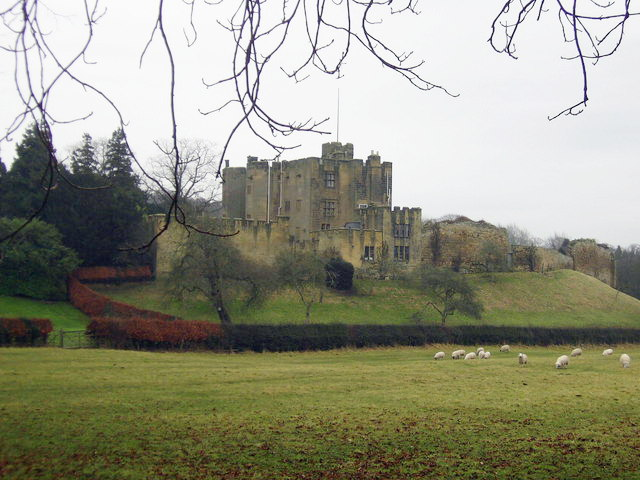
Bothal Castle, Northumberland
Wappen der Familie Cavendish-Bentinck, Herzöge von Portland
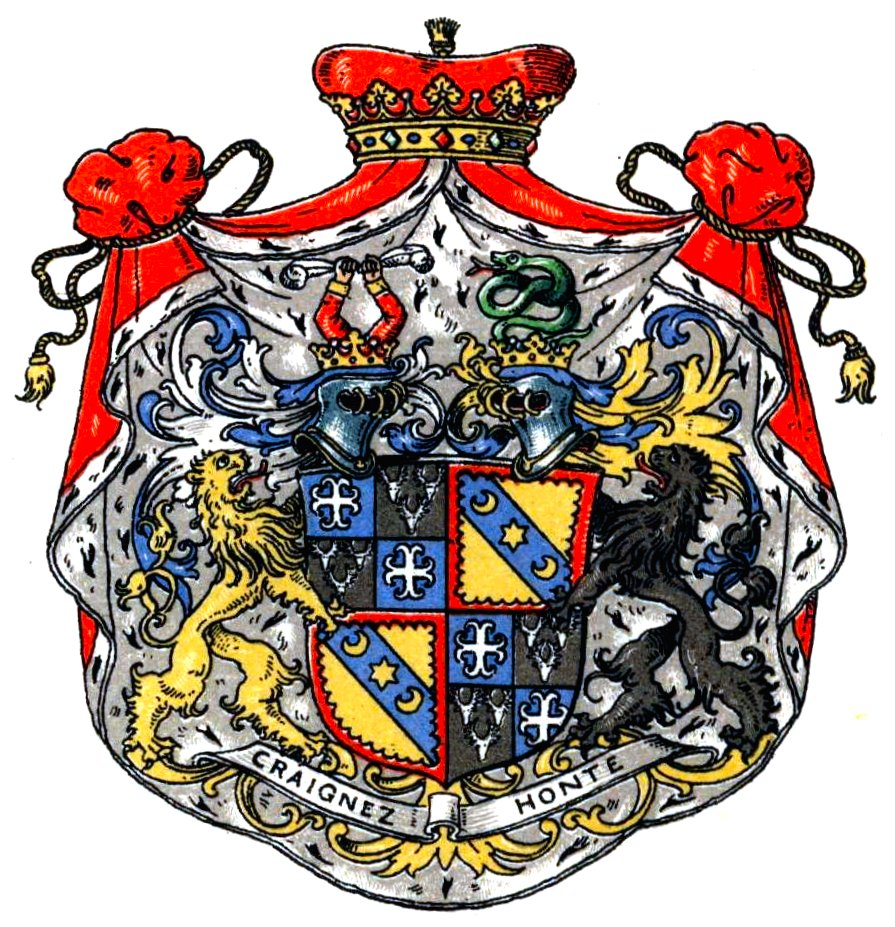
Wappen der Grafen von Bentinck, Herzöge von Portland bei Spießen

## Die westfälisch-niederländische Linie (Aldenburg-Bentinck)

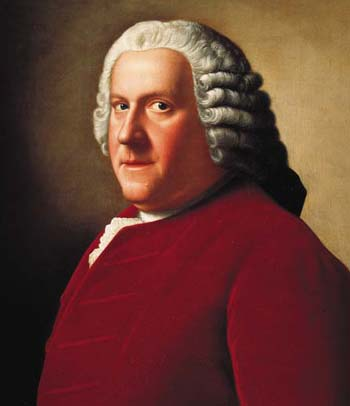
Wilhelm Graf von Bentinck (Gemälde von Jean-Étienne Liotard, 1750)

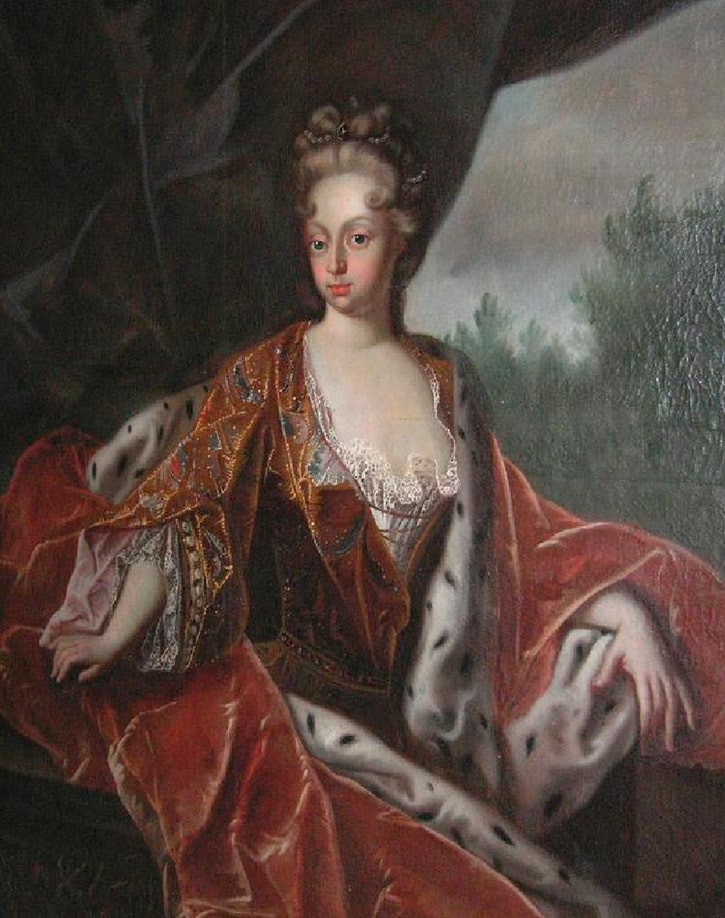
Charlotte Sophie Gräfin von Bentinck, geborene Reichsgräfin von Aldenburg (1715–1800)

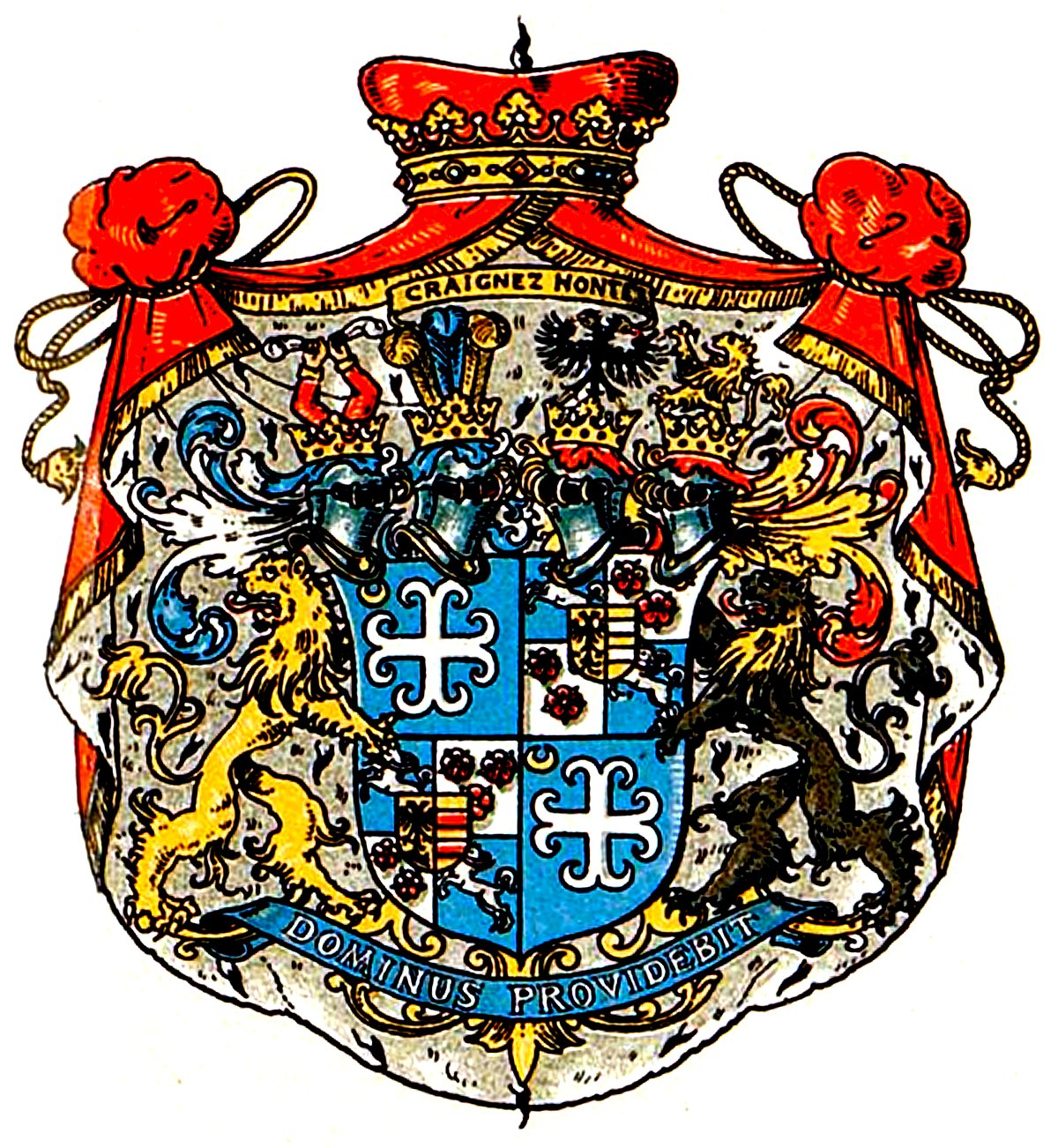
Wappen der Linie Aldenburg-Bentinck

Die westfälisch-niederländische Linie stammt von Wilhelm von Bentinck (1704–1774) ab, dem zweiten Sohn Johann Wilhelms (des 1. Earls of Portland). Vom Vater hatte er dessen – einst käuflich erworbene – niederländische Besitzungen geerbt: die Herrschaft Rhoon bei Rotterdam mit Schloss Rhoon und Haus Pendrecht, ferner das Catshuis in Den Haag.

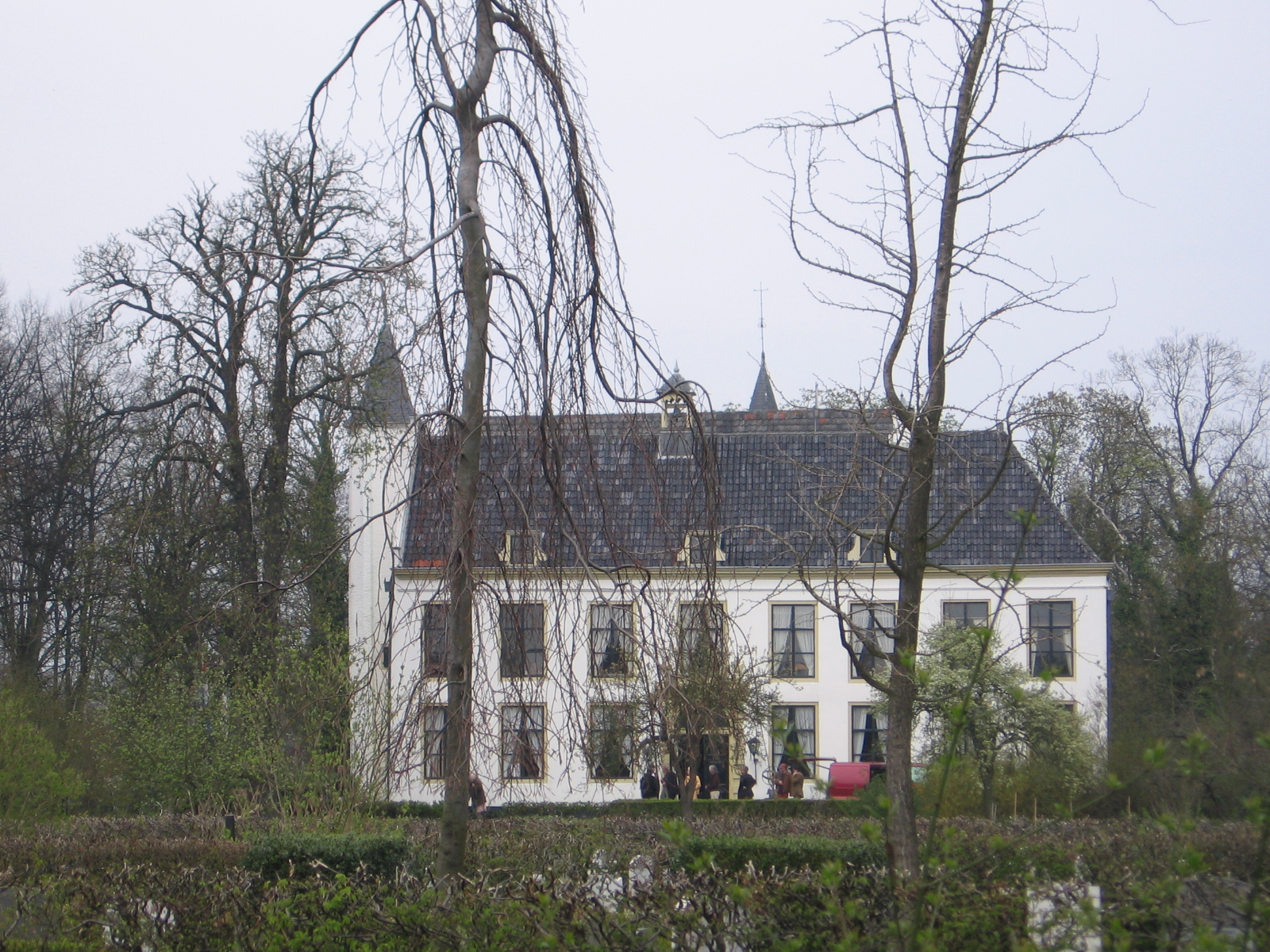
Kasteel van Rhoon
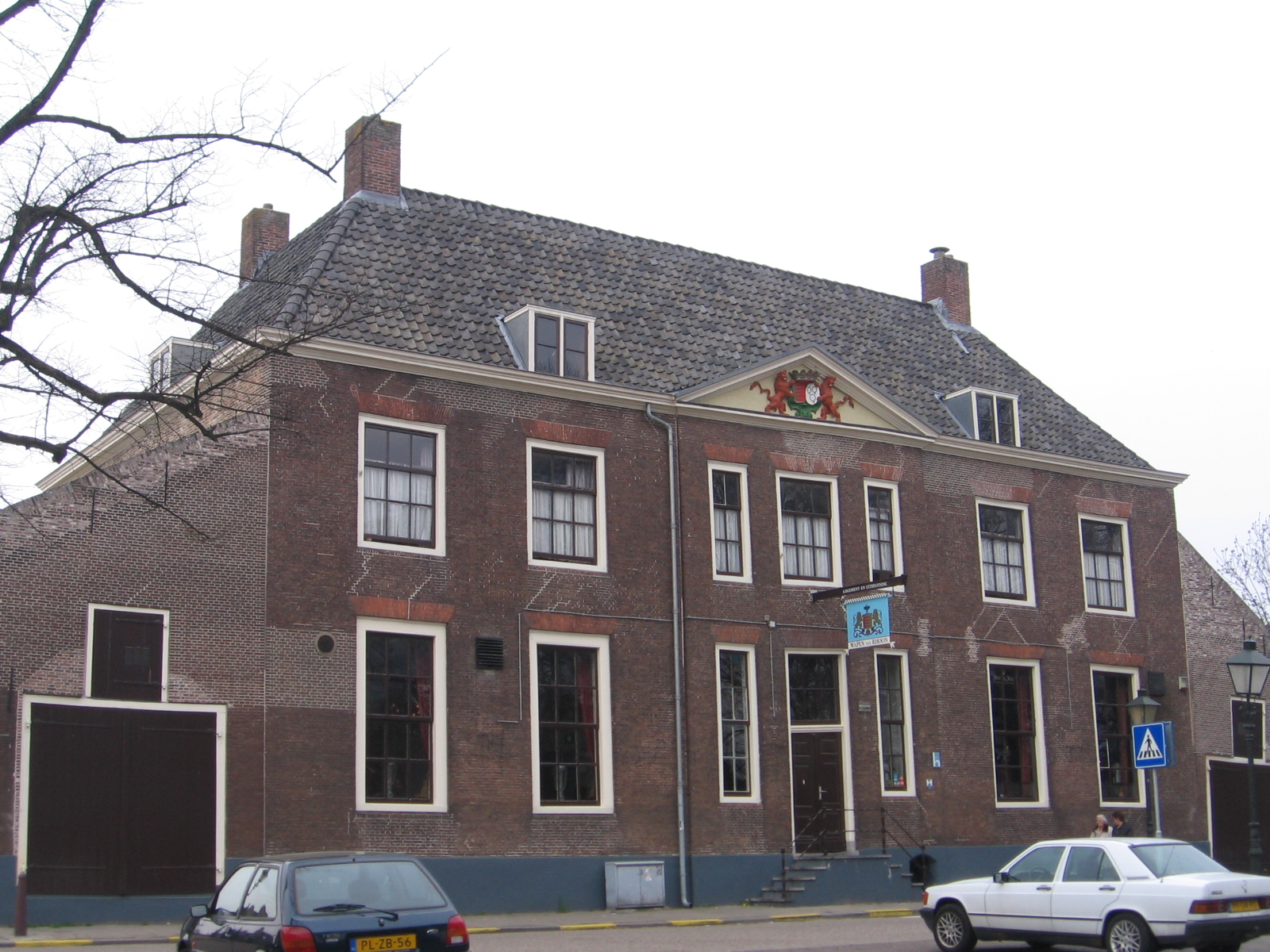
Huis te Pendrecht
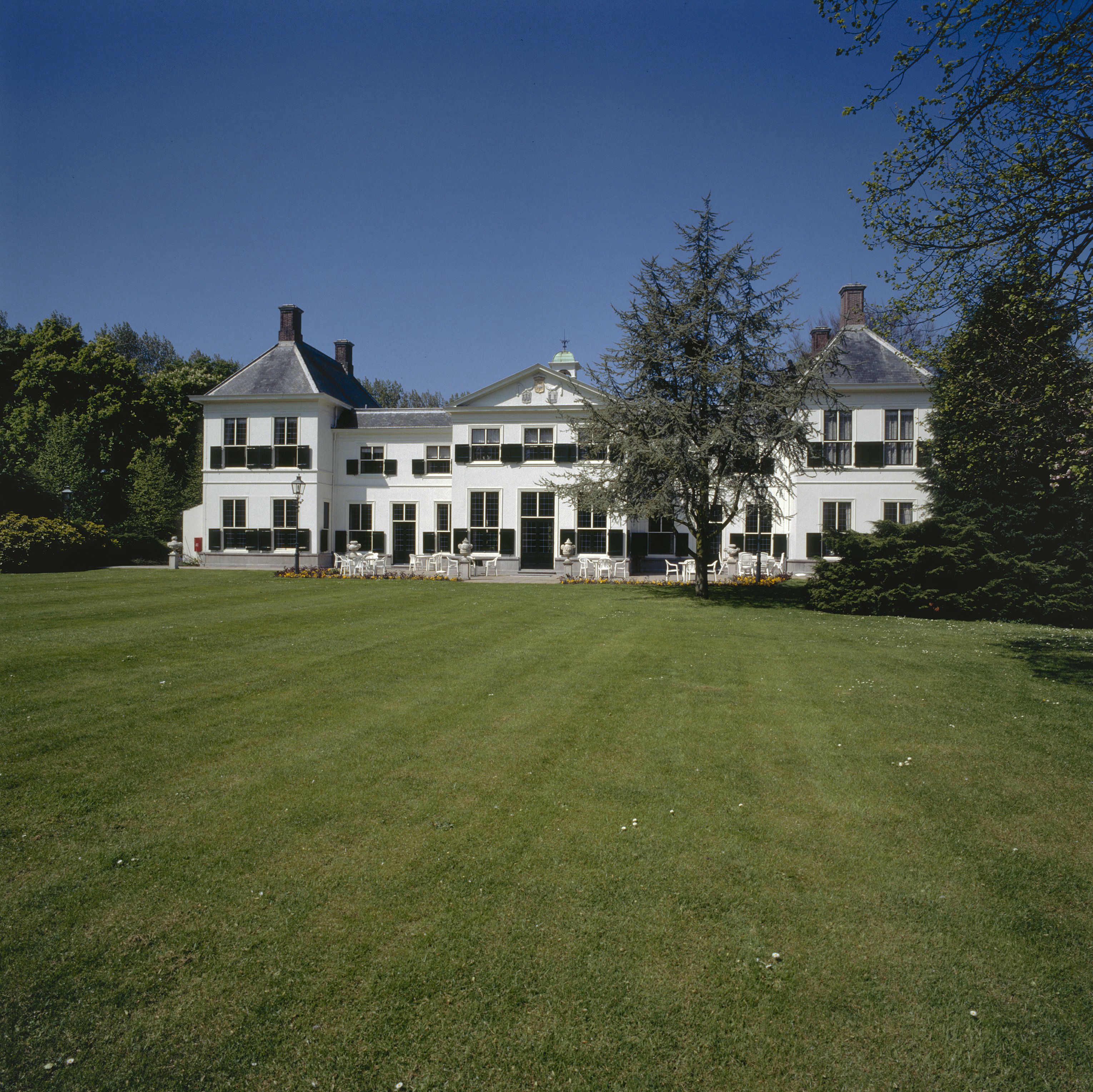
Das Catshuis in Den Haag

1732 wurde Wilhelm zum Reichsgrafen erhoben und vermählte sich 1733 mit Charlotte Sophie, der Erbtochter des letzten Grafen von Aldenburg, Anton II. Das gräflich aldenburgische Fideikommiss im Westfälischen Reichskreis bestand aus der Herrschaft In- und Kniphausen und der unter dänischer Hoheit stehenden Herrschaft Varel nebst Gütern im Oldenburgischen sowie Schloss Doorwerth im Gelderland. Diese Besitze hatte einst Graf Anton Günther zu Oldenburg und Delmenhorst († 1667) seinem unehelichen Sohn Anton hinterlassen, der durch kaiserliches Reskript legitimiert worden war und 1653 den Titel eines Reichsgrafen von Aldenburg erhalten hatte. Seine Enkelin Charlotte Sophie, Freundin Voltaires und Vorbild für die Kunigunde in seinem Roman Candide, wurde zur Alleinerbin der reichsunmittelbaren Grafschaft Aldenburg.

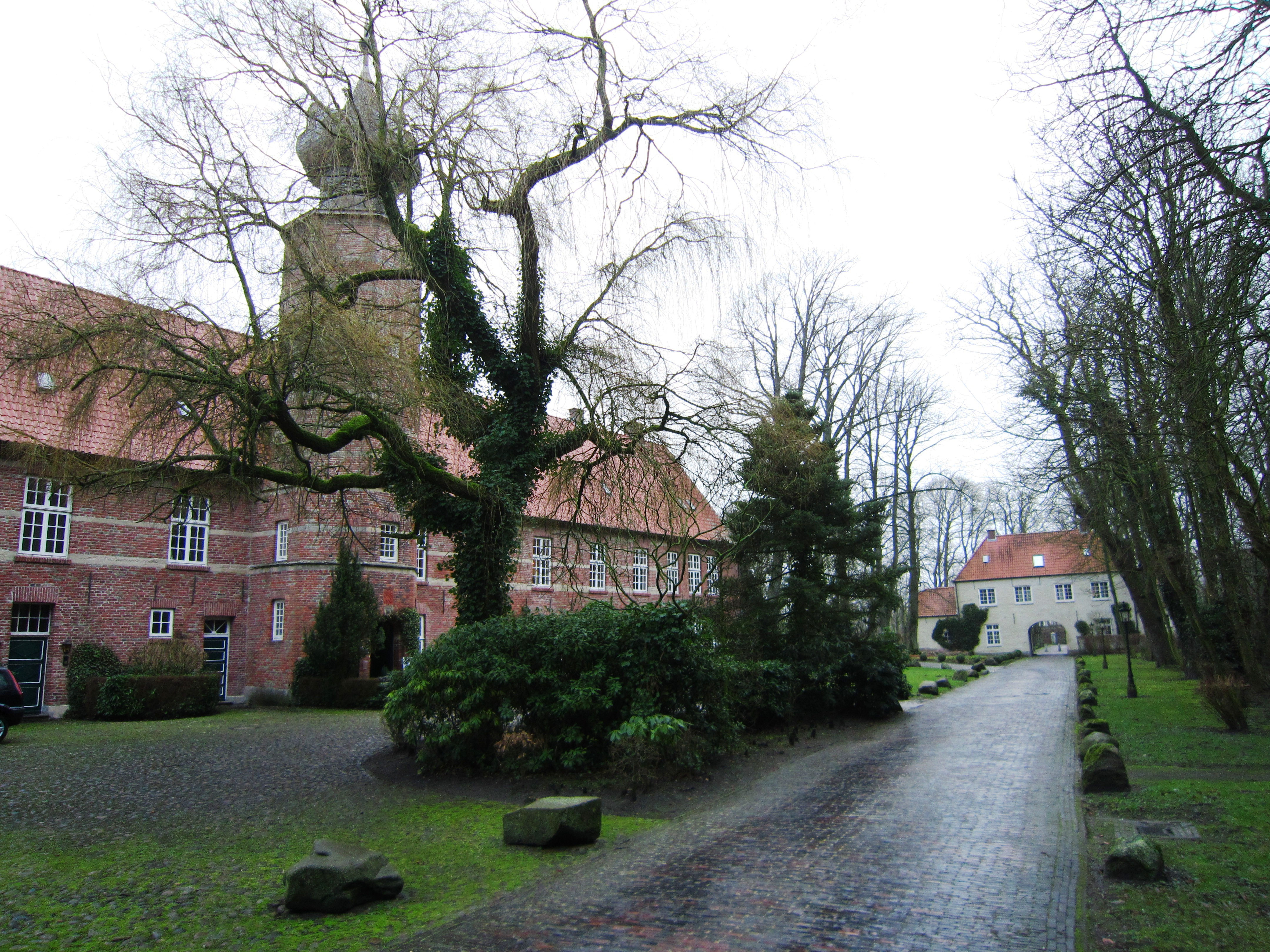
Burg Kniphausen
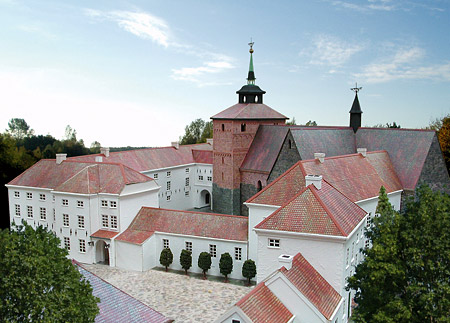
Schloss Varel (Modell)
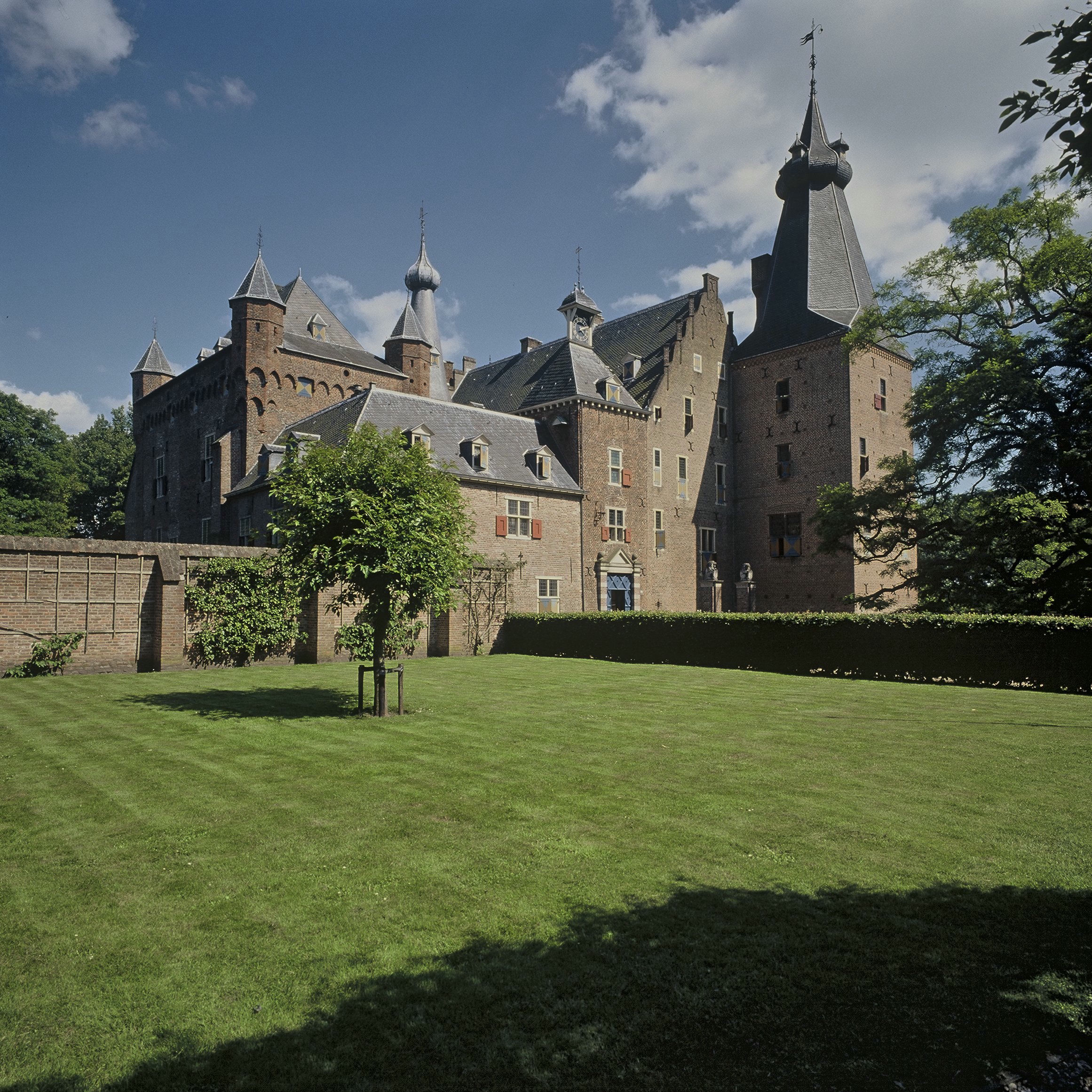
Schloss Doorwerth im Gelderland

Der ältere Sohn von Wilhelm und Charlotte Sophie, Christian Friedrich Anton, setzte die westfälisch-niederländische Linie fort; er war seit 1759 im Besitz von Knyphausen und Varel, der ihm vergeblich von seinem Bruder Johann Albert Wilhelm streitig gemacht wurde. Er hinterließ bei seinem Tod 1768 fünf Kinder, von denen die beiden ältesten Söhne, Wilhelm Gustav Friedrich und Johann Karl (* 1768; † 22. November 1833 als britischer Generalmajor), die westfälische Linie in einen älteren und einen jüngeren Zweig teilten.

### Der ältere westfälische Zweig
Der Ältere, Wilhelm Gustav Friedrich von Bentinck, der Gründer des älteren westfälischen Zweiges, erhielt nach dem Tod seines Vaters die westfälischen Fideikommissherrschaften einschließlich der niederländischen Besitzungen. Er hatte aus seiner ersten Ehe mit der Freiin von Reede zwei Töchter und einen Sohn, Wilhelm Anton († 1813). Dann lebte er seit 1800 mit Sara Margarete Gerdes, der Tochter eines oldenburgischen Bauern, in einer so genannten Gewissensehe bis 1816, als er sich förmlich mit ihr trauen ließ. Von ihr hatte er mehrere Kinder, darunter drei Söhne:
1. Wilhelm Friedrich (1801–1867), nach Amerika ausgewandert 1833
2. Gustav Adolf (* 1809), hannöverscher Rittmeister
3. Friedrich Anton (* 1812), k. k. Oberstleutnant

Dem Ältesten trat der Vater schon 1827 den Mitbesitz über die Fideikommissherrschaften ab, die während der französischen Invasion eine Zeitlang zum Königreich Holland, dann als bloße Privatgüter zum französischen Kaiserreich gehört hatten, 1818 aber unter oldenburgische Hoheit gekommen waren und zuletzt durch das Berliner Abkommen von 1825 als mediatisierte Herrschaften mit einigen Sonderrechten und Privilegien an Wilhelm Gustav Friedrich zurückgegeben worden waren. Als jedoch der älteste Sohn auf die Nachfolge in allen väterlichen Gütern verzichtete und sich 1833 in Missouri niederließ, wurde seinem Bruder Gustav Adolf 1814 der Mitbesitz der Aldenburg’schen Fideikommissherrschaften vom Vater eingeräumt, der am 22. Oktober 1835 starb.

### Der jüngere westfälische Zweig
Der jüngere westfälische Zweig wurde gestiftet von Wilhelm Gustav Friedrichs Bruder Johann Karl von Bentinck, britischer Generalmajor, der 1833 drei Söhne aus seiner Ehe mit Jacoba Helena Gräfin van Reede-Ginkel (1767–1839) aus dem Hause der Earls of Athlone hinterließ:
1. Wilhelm Friedrich Christian (* 1787; † 8. Juni 1855);
2. Carl Anton Ferdinand (* 1792, britischer Generalleutnant; † 28. Oktober 1864) ⚭ 1846 Gräfin Mechthild von Waldeck-Limpurg
3. Heinrich Johann Wilhelm (* 1796, britischer General; † 29. September 1878).

Johann Karl focht, noch zu Lebzeiten seines Bruders Wilhelm Gustav Friedrich, dessen oben erwähnte Übertragung des Mitbesitzes der Fideikommissherrschaften auf dessen ältesten Sohn Wilhelm Friedrich gerichtlich an, indem er die Successionsfähigkeit der Söhne seines Bruders bestritt, und so entstand der Bentincksche Erbfolgestreit, der zu seiner Zeit großes Aufsehen erregte.

### Der Bentincksche Erbfolgestreit (zwischen dem älteren und jüngeren westfälischen Zweig)
Johann Karl behauptete, dass es sich bei den Fideikommissherrschaften um Besitzungen handle, in die nur Angehörige des hohen Adels succedieren (das heißt nachfolgen) könnten; die Kinder des Wilhelm Gustav Friedrich von Bentinck und der Gerdes, einer früheren Leibeignen, die unehelich geboren und erst nachträglich legitimiert worden waren, seien also in diesem Fall nicht successionsberechtigt. Dagegen wurde seitens der letzteren geltend gemacht, dass die ehemaligen Grafen von Aldenburg nicht zum hohen Adel gehört hätten und dass daher die Grundsätze über das Erbfolgerecht des hohen Adels hier nicht anwendbar seien, umso weniger, als der Stifter der aldenburgischen Linie, um deren einstige Besitzungen es sich handle, selbst ein durch kaiserliches Reskript legitimiertes uneheliches Kind gewesen sei.
Der Rechtsstreit wurde beim Oberappellationsgericht in Oldenburg 1829 anhängig gemacht. Für die Kläger Johann Karl Bentinck und seine Söhne schrieben namhafte Rechtsgelehrte, wie Wilda, Mühlenbruch und Zachariä, während Klüber, Dieck, Eckenberg, Michaelis und Wasserschleben für die Beklagten eintraten. Pözl und Bluntschli hielten dafür, dass die Angelegenheit als eine Frage des öffentlichen Rechts gar nicht Gegenstand eines bürgerlichen Rechtsstreits sein könne. Kurz: der Bentincksche Erbfolgestreit hatte bald seine besondere Literatur.
Ein Urteil der juristischen Fakultät zu Jena, an die die Akten verschickt worden waren, fiel zugunsten der Beklagten aus. Aber die Klagepartei appellierte dagegen, und über diese Berufung hatte die Juristenfakultät in Gießen zu entscheiden. Inzwischen hatten die Kläger alles aufgeboten, um auf diplomatischem Weg zum Ziel zu gelangen; auch an Gewalttätigkeiten hatte es nicht gefehlt.
Tatsächlich erklärte der Deutsche Bundestag am 12. Juni 1845, dass die Familie Bentinck die Rechte des hohen Adels im Sinn der Bundesakte (Artikel 14) beanspruchen könne. Die Klagepartei beantragte daher weiter, noch während der Rechtsstreit schwebte, beim Bund, dem beklagten Teil die Successionsfähigkeit in die fraglichen Besitzungen abzusprechen, und merkwürdigerweise erließ die 1848 eingesetzte sogenannte provisorische Zentralgewalt für Deutschland eine entsprechende Verfügung. Diese wurde jedoch nicht realisiert, da auch Oldenburg auf gerichtlicher Entscheidung bestand. Die oldenburgische Regierung schlug endlich 1854 einen Vergleich vor, der von den Streitparteien angenommen wurde, ohne das Enderkenntnis abzuwarten.
Hiernach kaufte das Großherzogtum Oldenburg die strittigen Besitzungen für den Betrag von etwa zwei Millionen Talern und zahlte diese Summe ratenweise zu bestimmten Anteilen an die Parteien aus. Die dafür benötigten Geldmittel wurden aus den Zahlungen Preußens für den im Jade-Vertrag festgelegten Verkauf des oldenburgischen Jadegebietes an Preußen bereitgestellt. Eine ausführliche Angabe der auf den Prozess bezüglichen juristischen Abhandlungen enthält das angezogene Urteil der Jenaer Juristenfakultät.

### Die Erbschaften Waldeck-Limpurg und van Reede
Graf Carl Anton Ferdinand von Bentinck (1792–1864) aus dem jüngeren westfälischen Zweig heiratete 1846 Gräfin Mechthild von Waldeck-Limpurg, die Erbin der schwäbischen Standesherrschaft Waldeck-Limpurg mit Sitz auf Schloss Gaildorf. Sie hatten vier Söhne, von denen der Älteste, Henry Charles, eine Frau aus schottischer Gentry heiratete und nach England ging; nach dem Erlöschen der älteren, herzoglichen Linie Cavendish-Bentinck ging der Titel Earl of Portland – allerdings ohne den Besitz der Herzöge – 1990 auf seine Nachfahren über, heute Timothy Bentinck, 12. Earl of Portland.
Der zweite Sohn, Wilhelm Carl, erbte – nach Verzicht seines älteren Bruders aufgrund nicht standesgemäßer Ehe – die Standesherrschaft Waldeck-Limpurg sowie das niederländische Schloss Middachten, das aus dem Erbe der 1844 ausgestorbenen Barone van Reede, Earls of Athlone, stammte. Allerdings heiratete er anschließend eine holländische Baronesse van Heeckeren van Wassenaer, die ebenfalls nicht hochadeliger Abstammung war. Seine Enkelin Isabelle (1925–2013) heiratete den Grafen Aurel zu Ortenburg auf Birkenfeld; dadurch fiel der Besitz in Gaildorf an deren Sohn Philipp Graf zu Ortenburg. Der dritte Sohn Carl-Antons und Mechthilds, Karl, und der vierte Sohn, Godard, haben keine lebenden männlichen Nachfahren mehr.
Godard wurde 1920, sein Neffe Wilhelm Friedrich 1924 in den niederländischen Adel aufgenommen als Grafen van Aldenburg-Bentinck. Hintergrund war, dass das Erbe der 1844 erloschenen Familie der Barone van Reede, Earls of Athlone, aus der Carl Antons Mutter gestammt hatte, 1878 – nach langen, komplizierten Erbauseinandersetzungen – an die Familie Bentinck gefallen war. Dazu gehörten insbesondere das Schloss Amerongen in der Provinz Utrecht sowie das Schloss Middachten bei Rheden im Gelderland. Amerongen, wo Graf Godard 1918–19 dem abgedankten Kaiser Wilhelm II. ein erstes Exil gewährt hatte, blieb bis 1977 in der Familie und ist heute Museum, Middachten fiel an Isabelle Gräfin zu Ortenburg, geb. Gräfin Bentinck, und wird heute von ihrem Sohn Franz Graf zu Ortenburg bewohnt.
Die gräfliche Linie Bentinck (und damit das gesamte westfälisch-niederländische Haus Aldenburg-Bentinck) ist, mit Ausnahme des nach England zurückgekehrten Zweigs der gegenwärtigen Earls of Portland, inzwischen im Mannesstamm erloschen.

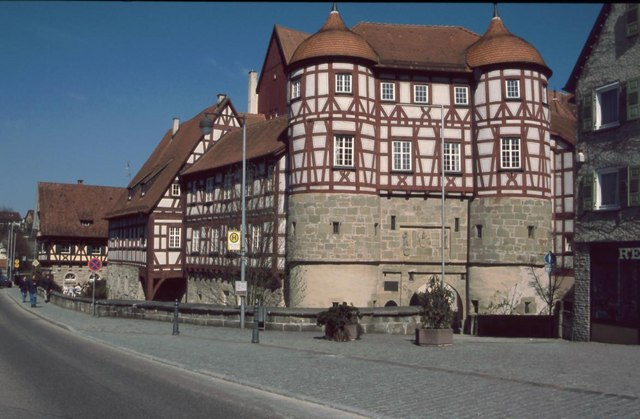
Schloss Gaildorf
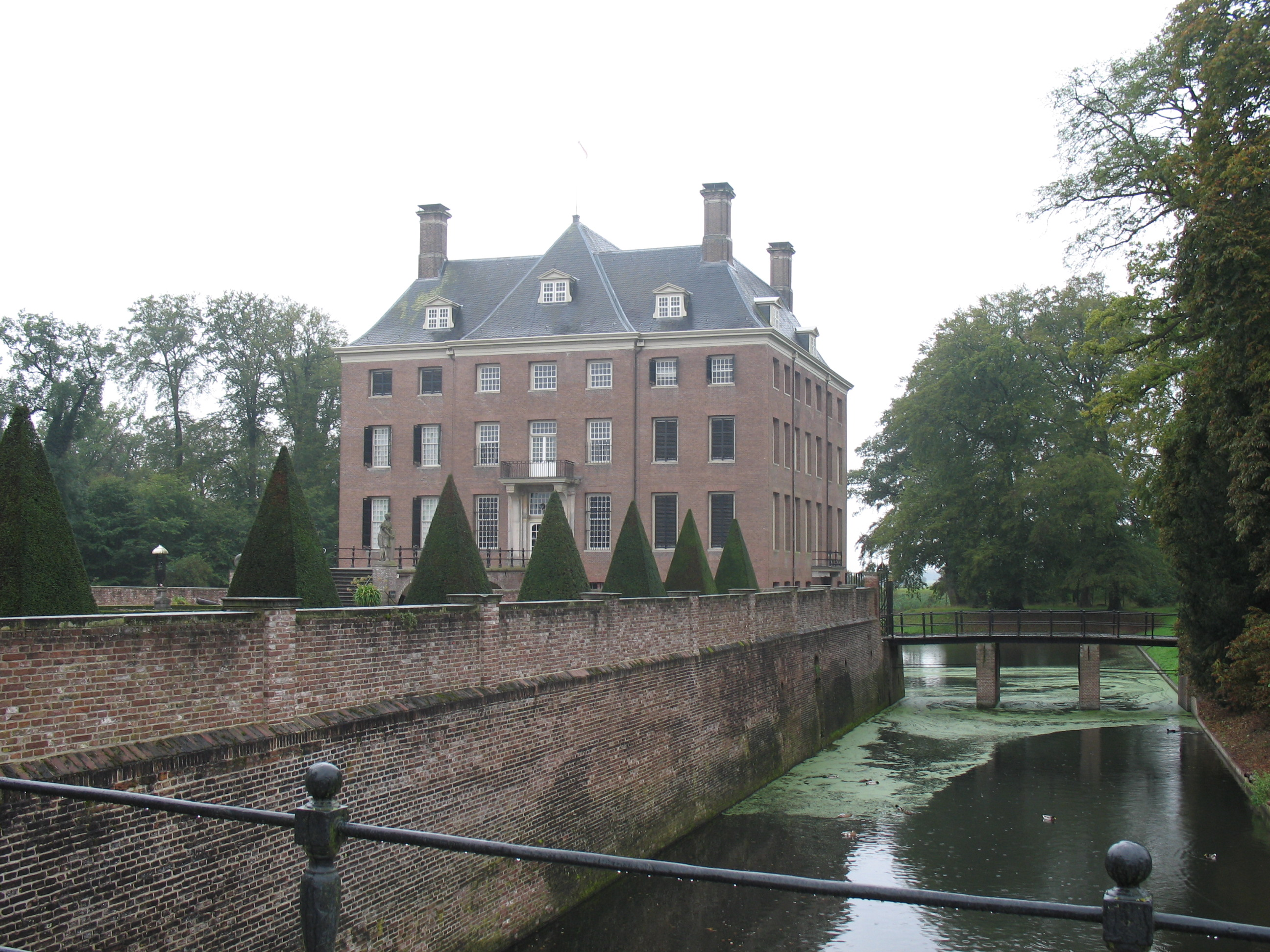
Schloss Amerongen
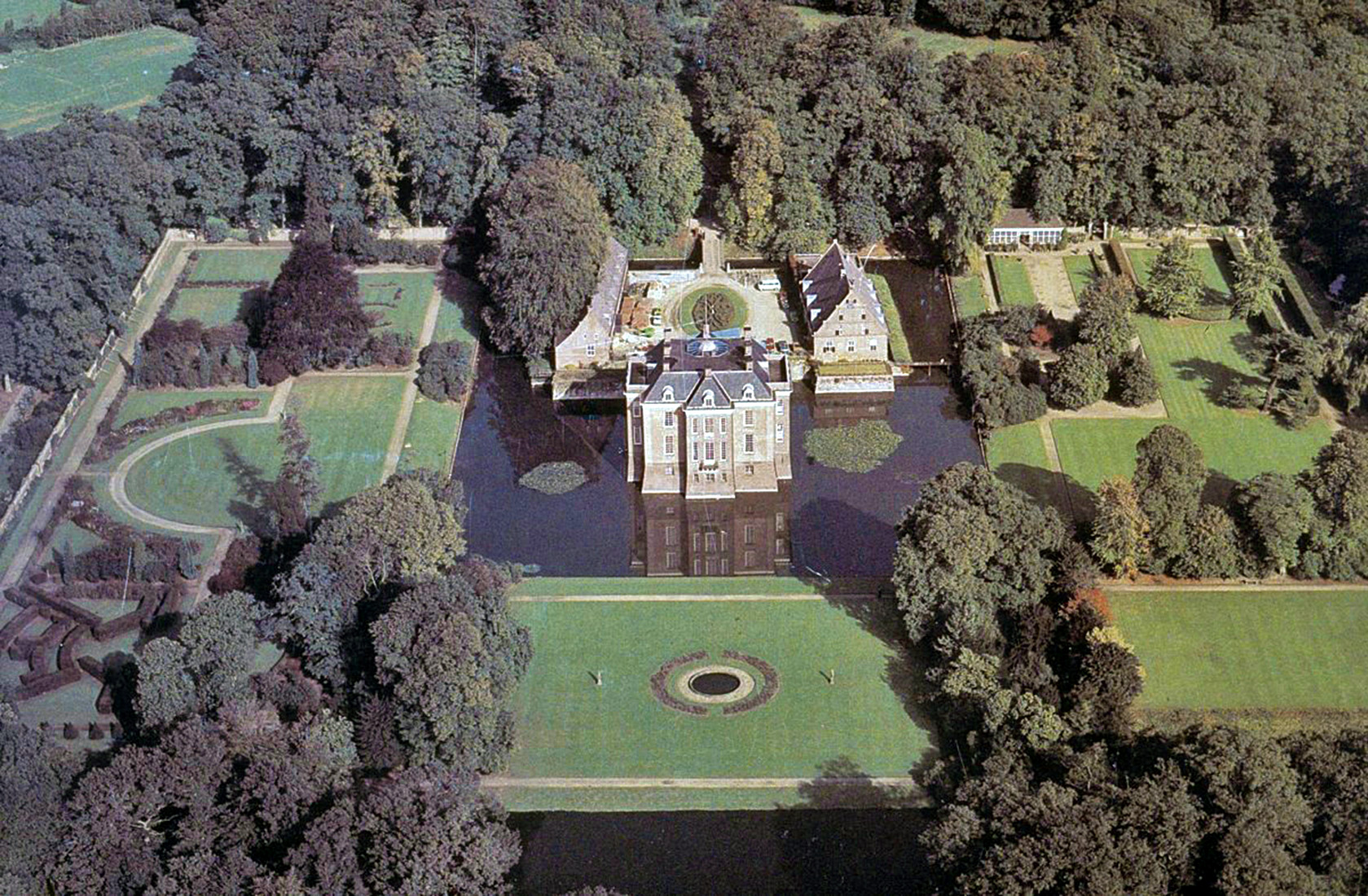
Schloss Middachten

## Die jüngere englische Linie
Eine jüngere englische Linie wurde gestiftet von Johann Albert Wilhelm (John Albert) Bentinck (* 1737), dem oben erwähnten zweiten Sohn Charlotte Sophiens; er ging nach England, diente in der britischen Marine und starb schon 1775 mit Hinterlassung zweier Söhne: William (1764–1813), britischer Vizeadmiral, und John. Williams Sohn George Bentinck (1803–1886) starb unverheiratet als Parlamentarier. Auch diese Linie nahm teil an der Protestation gegen die Successionsfähigkeit der Söhne Wilhelm Gustav Friedrichs.